# Tour de Hainan 2014
La 9e édition du Tour de Hainan a eu lieu du 20 au 28 octobre 2014. La course fait partie du calendrier UCI Asia Tour 2014 en catégorie 2.HC et fut remporté par le Français Julien Antomarchi.

## Étapes
Le Tour du Hainan 2014 comprend neuf étapes pour un total de 1 468,9 kilomètres à parcourir.
| Étape,    | Date       | Villes étapes        |                   | Distance (km) | Vainqueur d’étape | Leader du classement général |
| --------- | ---------- | -------------------- | ----------------- | ------------- | ----------------- | ---------------------------- |
| 1re étape | 20 octobre | Chengmai - Chengmai  | Étape de plaine   | 85,4          | Moreno Hofland    | Moreno Hofland               |
| 2e étape  | 21 octobre | Chengmai - Haikou    | Étape de plaine   | 207,2         | Niccolò Bonifazio | Niccolò Bonifazio            |
| 3e étape  | 22 octobre | Haikou - Yueliangwan | Étape de plaine   | 136,5         | Arman Kamyshev    | Meiyin Wang                  |
| 4e étape  | 23 octobre | Wenchang - Xinglong  | Étape de plaine   | 145,8         | Julien Antomarchi | Julien Antomarchi            |
| 5e étape  | 24 octobre | Xinglong - Sanya     | Étape de plaine   | 192,8         | Andrea Palini     | Andrea Palini                |
| 6e étape  | 25 octobre | Sanya - Dongfang     | Étape de plaine   | 182,1         | Niccolò Bonifazio | Niccolò Bonifazio            |
| 7e étape  | 26 octobre | Dongfang - Wuzhishan | Étape de montagne | 199,3         | Julien Antomarchi | Julien Antomarchi            |
| 8e étape  | 27 octobre | Wuzhishan - Danzhou  | Étape de plaine   | 154,1         | Niccolò Bonifazio | Julien Antomarchi            |
| 9e étape  | 28 octobre | Danzhou - Chengmai   | Étape de plaine   | 165,7         | Wouter Wippert    | Julien Antomarchi            |

## Classements finals

### Classement général final
| Classement général final | Classement général final | Classement général final | Classement général final | Classement général final |
|                          | Coureur                  | Pays                     | Équipe                   | Temps                    |
| ------------------------ | ------------------------ | ------------------------ | ------------------------ | ------------------------ |
| 1er                      | Julien Antomarchi        | France                   | La Pomme Marseille 13    | en 35 h 2 min 0 s        |
| 2e                       | Niccolò Bonifazio        | Italie                   | Lampre-Merida            | + 22 s                   |
| 3e                       | Andrey Zeits             | Kazakhstan               | Astana                   | + 25 s                   |
| 4e                       | José Gonçalves           | Portugal                 | La Pomme Marseille 13    | + 1 min 6 s              |
| 5e                       | Julien El Farès          | France                   | La Pomme Marseille 13    | + 1 min 10 s             |
| 6e                       | Aleksandr Dyachenko      | Kazakhstan               | Astana                   | + 1 min 11 s             |
| 7e                       | Manuele Mori             | Italie                   | Lampre-Merida            | + 1 min 13 s             |
| 8e                       | Meiyin Wang              | Chine                    | Hengxiang                | + 1 min 26 s             |
| 9e                       | Nick van der Lijke       | Pays-Bas                 | Belkin                   | + 1 min 27 s             |
| 10e                      | Moisés Dueñas            | Espagne                  | Burgos BH                | m.t.                     |
| modifier                 |                          |                          |                          |                          |

### Classements annexes

#### Classement par points
| Classement par points, | Classement par points, | Classement par points, | Classement par points, | Classement par points, |
| ---------------------- | ---------------------- | ---------------------- | ---------------------- | ---------------------- |
|                        | Coureur                | Pays                   | Équipe                 | Point(s)               |
| 1er                    | Niccolò Bonifazio      | Italie                 | Lampre-Merida          | 113 points             |
| 2e                     | Wouter Wippert         | Pays-Bas               | Drapac                 | 89 pts                 |
| 3e                     | Andrea Palini          | Italie                 | Lampre-Merida          | 82 pts                 |
| modifier               |                        |                        |                        |                        |

#### Classement de la montagne
| Classement de la montagne, | Classement de la montagne, | Classement de la montagne, | Classement de la montagne, | Classement de la montagne, |
| -------------------------- | -------------------------- | -------------------------- | -------------------------- | -------------------------- |
|                            | Coureur                    | Pays                       | Équipe                     | Point(s)                   |
| 1er                        | Serhiy Grechyn             | Ukraine                    | Équipe nationale d'Ukraine | 28 points                  |
| 2e                         | Branislau Samoilau         | Biélorussie                | CCC Polsat Polkowice       | 26 pts                     |
| 3e                         | Aleksandr Dyachenko        | Kazakhstan                 | Astana                     | 20 pts                     |
| modifier                   |                            |                            |                            |                            |

#### Classement du meilleur asiatique
| Classement du meilleur asiatique | Classement du meilleur asiatique | Classement du meilleur asiatique | Classement du meilleur asiatique | Classement du meilleur asiatique |
|                                  | Coureur                          | Pays                             | Équipe                           | Temps                            |
| -------------------------------- | -------------------------------- | -------------------------------- | -------------------------------- | -------------------------------- |
| 1er                              | Andrey Zeits                     | Ukraine                          | Équipe nationale d'Ukraine       | en 35 h 2 min 25 s               |
| 2e                               | Aleksandr Dyachenko              | Kazakhstan                       | Astana                           | + 46 s                           |
| 3e                               | Meiyin Wang                      | Chine                            | Hengxiang                        | + 1 min 1 s                      |
| modifier                         |                                  |                                  |                                  |                                  |

#### Classement par équipes
| Classement par équipes | Classement par équipes | Classement par équipes | Classement par équipes |
|                        | Équipe                 | Pays                   | Temps                  |
| ---------------------- | ---------------------- | ---------------------- | ---------------------- |
| 1re                    | La Pomme Marseille 13  | France                 | en 105 h 8 min 50 s    |
| 2e                     | Lampre-Merida          | Italie                 | + 1 min 10 s           |
| 3e                     | Astana                 | Kazakhstan             | + 1 min 24 s           |
| modifier               |                        |                        |                        |

### UCI Asia Tour
Ce Tour du Hainan attribue des points pour l'UCI Asia Tour 2014, par équipes seulement aux coureurs des équipes continentales professionnelles et continentales, individuellement à tous les coureurs sauf ceux faisant partie d'une équipe ayant un label ProTeam.
| Position           | 1er | 2e | 3e | 4e | 5e | 6e | 7e | 8e | 9e | 10e | 11e | 12e |   |   |   |
| Classement général | 100 | 70 | 40 | 30 | 25 | 20 | 15 | 10 | 9  | 8   | 7   | 6   | 5 | 4 | 3 |
| Par étape          | 20  | 14 | 8  | 7  | 6  | 5  | 4  | 2  |    |     |     |     |   |   |   |
| Leader, par étape  | 10  |    |    |    |    |    |    |    |    |     |     |     |   |   |   |